# 38.ª Calle Suroeste
La 38.ª Calle Suroeste o Trigésima octava Calle Suroeste es una vía secundaria en el suroeste de Managua, Nicaragua. Atraviesa varios barrios residenciales y conecta importantes avenidas del sector occidental de la ciudad.

## Trazado
Su recorrido comienza en la 3.ª Avenida Suroeste en el Barrio Hialeah. Cruza importantes avenidas como la 11.ª Avenida Suroeste en Los Altos de Nejapa, y continúa hacia el oeste. Uno de sus tramos más relevantes reaparece desde la NIC-2 atravesando la 27.ª Avenida Suroeste, y finaliza cerca de la 34.ª Avenida Suroeste en el entorno sur del Hospital General Occidental de Managua.

## Intersecciones principales
- NIC-2 – Vía nacional clave en el sector suroeste
- 27.ª Avenida Suroeste – Avenidas principales del occidente
- 31.ª Avenida Suroeste – Tramo cercano a equipamientos de salud

## Barrios que atraviesa
- Hialeah
- Los Altos de Nejapa
- La Esperanza
- Tierra Prometida
- Entorno hospitalario

## Coordenadas
12°8′28″N 86°18′10″O / 12.14111, -86.30278